# Брякин, Михаил Иванович
Михаил Иванович Брякин (18 ноября 1902, с. Долганка Крутихинский район, Алтайский край — 11 февраля 1985, Алма-Ата) — советский хирург, доктор медицинских наук (1953), профессор (1955). Заслуженный деятель науки Казахской ССР (1957). Награждён Орденом Красной звезды и дважды Орденом Трудового Красного знамени

## Биография
Окончил медицинский факультет Томского государственного университета (1927). В 1927—1934 годах на врачебной работе в Северо-Казахстанской области.
В 1946—1953 годах — доцент кафедры хирургии Казахского медицинского института. В 1954—1964 годах главный хирург Минздрава Казахской ССР.
Основные научные труды в области брюшной и грудной хирургии. Брякиным впервые в Казахстане проведена операция на поражённом раком пищеводе, разработаны и внедрены в хирургическую практику методы ваготомии при пептических язвах желудочно-кишечного соустья, способы искусственного (экстракорпорального) кровообращения при черепно-мозговых травмах, специальные сосудистые шунты при висцеральном травматическом шоке.
Скончался 11 февраля 1985 года, похоронен на Центральном кладбище Алма-Аты.

## Награды
Награждён орденом Красной Звезды, дважды Трудового Красного Знамени, «Знак Почёта».

## Сочинения
- Ваготомия в эксперименте и клинике. — А.-А., 1969.